# Михаловице (гмина, Краковский повет)
Гмина Михаловице (Краковский повет) (пол. Gmina Michałowice (powiat krakowski)) — сельская гмина (волость) в Польше, входит как административная единица в Краковский повет, Малопольское воеводство. Административным центром гмины является село Михаловице.

## Демография
Население — 7505 человек (на 2004 год).
| Перепись                         | Всего   | Всего | Женщины | Женщины | Мужчины | Мужчины |
| -------------------------------- | ------- | ----- | ------- | ------- | ------- | ------- |
| Единицы                          | человек | %     | человек | %       | человек | %       |
| Население                        | 7505    | 100   | 3756    | 50      | 3749    | 50      |
| Плотность населения (чел./кв.км) | 146,4   | 146,4 | 73,3    | 73,3    | 73,1    | 73,1    |

## Сельские округа
1. Венцлавице-Дворске
2. Венцлавице-Старе
3. Вильчковице
4. Воля-Венцлавская
5. Гурна-Весь
6. Загужице-Дворске
7. Загужице-Старе
8. Здзеславице
9. Зервана
10. Козерув
11. Коньчице
12. Ксёнжнички
13. Масломёнца
14. Михаловице
15. Млодзеёвице
16. Пельгжимовице
17. Правда
18. Рациборовице
19. Себоровице
20. Фирлеюв

## Соседние гмины
1. Гмина Ивановице
2. Гмина Коцмыжув-Любожица
3. Краков
4. Гмина Зелёнки

## Достопримечательности
Памятники культуры Малопольского воеводства:
- Дом с аптекой в селе Зервана
- Усадьба в Ксёнжничках
- Усадьба в Михаловице
- Усадьба в Млодзеёвице
- Усадьба в Загужеце-Дворске
- Церковь святого Иакова в селе Венцлавице-Стары
- Церковь святой Маргариты.